# Sebastián Canobra
Sebastián Canobra, vollständiger Name Sebastián Andrés Canobra Acosta, (* 3. November 1994 in Maldonado) ist ein uruguayischer Fußballspieler.

## Karriere

### Verein
Der 1,84 Meter große Mittelfeldakteur Canobra wechselte im Oktober 2011 auf Leihbasis vom  Club Atlético Atenas zum Club Atlético Peñarol. Anfang August 2012 kehrte er zum Verein aus San Carlos zurück. Dort debütierte er unter Trainer Edgardo Arias am 15. März 2015 beim 2:1-Auswärtssieg über die Montevideo Wanderers in der Primera División, als er in der 85. Spielminute für Alejandro Rafael Acosta eingewechselt wurde. In der Spielzeit 2014/15 lief er in insgesamt vier Erstligaspielen (kein Tor) auf, konnte mit dem Verein den unmittelbaren Wiederabstieg in die Segunda División aber nicht verhindern. Während der Zweitligaspielzeit 2015/16 bestritt er zehn Ligaspiele ohne persönlichen Torerfolg.

### Nationalmannschaft
Canobra gehörte der uruguayischen U-17-Auswahl an. Er war Mitglied des Aufgebots bei der U-17-Südamerikameisterschaft 2011 in Ecuador, bei der Uruguay den 2. Platz belegte. Auch war er Teil des Teams, das an der U-17-Weltmeisterschaft 2011 in Mexiko teilnahm und Vizeweltmeister wurde. Bei der WM lief er in fünf Turnier-Partien (kein Tor) auf.

### Erfolge
- U-17-Vizeweltmeister: 2011
- U-17-Vizesüdamerikameister: 2011